# Gaspard George
Pour les articles homonymes, voir George.
Gaspard George, né le 5 février 1822 à Lyon et mort dans cette même commune dans le 3e arrondissement le 23 juin 1908, est un architecte et écrivain français.

## Biographie
Gaspard George entre à l'école des beaux-arts de Lyon en 1837 puis à l'école des beaux-arts de Paris, atelier Labrouste.

## Réalisations
Il réalise les travaux d'architecture suivants :
- hôtel de ville de Thoissey ;
- églises de Villié-Morgon, Jullié, Cercié, Reyrieux et Chaneins ;
- halles de Morestel ;
- diverses maisons à Lyon.

## Distinction
Il devient membre de la société littéraire, historique et archéologique de Lyon en 1863, qu'il préside en 1879. Il entre également à la société académique d'architecture de Lyon en 1852. Il est officier de l'Instruction publique en 1889.